# Irina Komissarova
Irina Vladimirovna Komissarova est une ancienne joueuse de volley-ball ukrainienne née le 18 juin 1970 à Kherson. Elle mesure 1,85 m et jouait au poste de passeuse. 

## Clubs
| Club                      | De        | À         |
| ------------------------- | --------- | --------- |
| Orbita Zaporijia          | 1986-1987 | 1994-1995 |
| Emlakbank Ankara          | 1995-1996 | 1996-1997 |
| Orbita Zaporijia          | 1997-1998 | 1997-1998 |
| Günes Sigorta             | 1998-1999 | 1999-2000 |
| VB Günes Sigorta          | 2000-2001 | 2002-2003 |
| Orbita Zaporijia          | 2003-2004 | 2003-2004 |
| Tifon-Azena Velika Gorica | 2004-2005 | 2004-2005 |
| VB Günes Sigorta          | 2005-2006 | 2005-2006 |
| Beşiktaş İstanbul         | 2007-2008 | 2007-2008 |
| VK Severodontchanka       | 2008-2009 | 2011-2012 |

## Palmarès
- Championnat d'Ukraine 
  - Vainqueur : 1993, 2009.
  - Finaliste : 1992, 1994, 1995, 1998, 2004.
- Coupe d'Ukraine
  - Vainqueur : 1993, 2009.
- Championnat de Turquie
  - Vainqueur : 1996.
  - Finaliste : 1999, 2000, 2001, 2002, 2006.
- Championnat de Croatie
  - Finaliste : 2005.
- Coupe de la CEV
  - Vainqueur : 1990.
  - Finaliste : 1995, 1996